# Fort de Troyon

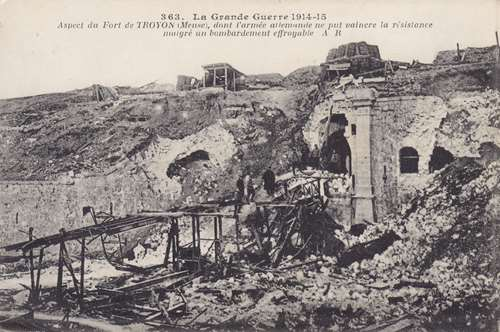
Das Fort 1915

Das Fort de Troyon (kurzzeitig Fort d'Essling genannt) war ein Festungswerk der ersten Generation der Barrière de fer, das nach dem Deutsch-Französischen Krieg ab 1877 als Sperrfort noch aus behauenem Kalksteinmauwerk errichtet wurde. Es liegt in einer Höhe von 264 Metern auf dem Gebiet der Gemeinden Troyon und Lacroix-sur-Meuse und gehörte damit zum Sperrgürtel (rideau défensif) auf den Maashöhen in Lothringen. Im Jahre 1879 wurde es dem Festen Platz Verdun unterstellt.

## Benennung
Ursprünglich war es Fort de Troyon benannt. Per Präsidialdekret vom 21. Januar 1887 setzte der Kriegsminister Georges Boulanger um, dass alle Forts, befestigte Artillerieanlagen und Kasernen des Système Séré de Rivières die Namen von ehemaligen Militärkommandanten zu tragen haben, weswegen das Fort dann den Namen Fort Essling nach André Masséna duc d'Essling erhielt. Am 13. Oktober 1887 wurde das vom Nachfolger Boulangers, Théophile Ferron, mit der Note n° 14980 vom gleichen Datum rückgängig gemacht und das Fort erhielt seinen ursprünglichen Namen zurück.

## Beschreibung
Baubeginn war der 15. August 1877, die Fertigstellung erfolgte im Juni 1880. Die Baukosten beliefen sich auf 1.985.000 Goldfrancs.
Die Kriegsbesatzung war auf 21 Offiziere, 46 Unteroffiziere und 746 Mannschaften festgelegt. Bei Kriegsbeginn 1914 bestand sie aus:
- 4 Offiziere, 354 Mann des „166e régiment d’infanterie“
- 2 Offiziere, 157 Mann des „5e régiment d’artillerie à pied“ (5. Fußartillerieregiment)
- 6 Arbeiter des „5e section territoriale“
- 6 Telegraphisten
- 4 Chasseurs forestiers (Jäger)
- 5 Sanitäter
- 2 bis 3 Köche,

insgesamt 6 Offiziere und 534 Unteroffiziere und Mannschaften.
Durch die Bauweise mit einem Reduit in der Kehle, Kaponnieren zur Deckung der Gräben und der Ausführung in Mauerwerk war es bei Baubeginn bereits an der Grenze der Leistungsfähigkeit angelangt. Es ist weitgehend baugleich mit dem Fort de Génicourt, zeigt jedoch im Detail gewisse Unterschiede.
Die Zugbrücke des Eingangs ist vom Typ Devèze und relativ selten, es ist nur eine im Originalzustand erhalten, sie befindet sich in der Batterie de Sanchey in Épinal.
Neben den Geschützkasematten für den direkten Schuss waren auch sogenannte Mörserkasematten vorhanden. Diese ermöglichten durch die Bauweise (Scharten für Steilfeuer im oberen Mauerbereich angebracht) nur indirektes Schießen, neben den Mörsern auch mit Haubitzen.
Die 16 Geschützstellungen auf dem Wall waren durch Hohltraversen voneinander getrennt.

## Infrastruktur
- 831 Schlafplätze
- 2 Pulvermagazine für 145 Tonnen Schwarzpulver
- 2 Kartuschenmagazine für 985.000 Kartuschen
- 2 Backöfen für je 180 Brotportionen täglich
- 1 Brunnen zur Befüllung einer Zisterne von 90 m³
- 1 Sanitätsstation mit 50 Betten
- Beleuchtung: Im Fort durch Petroleumlaternen, in den Grabenwehren durch Azetylenlampen
- Kommunikation: Es bestand Lichtsignalverbindung zum Fort de Génicourt, sowie Telegraphieverbindung zum Fort du Camps des Romains und zum Fort de Génicourt

## Artilleriebestückung
| I. | II. | III. |
| --- | --- | --- |
| - 1878 auf den Wällen: 5 Canon de 155 mm L modèle 1877 4 Canon de 138 modèle 1873–74 9 Canon Lahitolle de 95 mm 4 Mortiers lisses de 22 in den 4 Kasematten für indirektes Feuer: 4 Canon de 138 modèle 1873–74 in den 6 Ravelin-Kasematten für direktes Feuer: 3 Canon Lahitolle de 95 mm 3 Canon de 120 mm L modèle 1878 In den Kaponnieren als Grabenwehr: 6 Haubitzen de 16 6 Kartätschgeschütze | - 1884 auf den Wällen: 4 Canon de 155 mm L modèle 1877 3 Canon de 138 modèle 1873–74 8 Canon de 120 mm L modèle 1878 9 Canon Reffye de 85 mm 4 Mortiers lisses de 22 in den 4 Kasematten für indirektes Feuer: 4 Canon de 138 modèle 1873–74 in den 6 Ravelin-Kasematten für direktes Feuer: 3 Canon Lahitolle de 95 mm 3 Canon de 120 mm L modèle 1878 In den Kaponnieren als Grabenwehr: 4 Revolverkanonen 4 Canon 12 de culasse modèle 1884 | - 1905 bis 1907 auf den Wällen: 6 Canon de 155 mm L modèle 1877 2 Canon de 90 mm modèle 1877 auf Festungslafette 2 Canon de 90 mm modèle 1877 auf Feldgeschützlafette 4 Canon de 120 mm L modèle 1878 in den 4 Kasematten für indirektes Feuer: ohne Bewaffnung in den 6 Ravelin-Kasematten für direktes Feuer: 2 Canon de 90 mm modèle 1877 auf Festungslafette In den Kaponnieren als Grabenwehr: 6 Revolverkanonen 6 Canon 12 de culasse modèle 1884 |

### Artilleriebestückung bei Beginn des Ersten Weltkrieges
- 2 Canon de 120 mm L modèle 1878 mit je 700 Granaten
- 4 Canon de 90 mm modèle 1877 auf Festungslafette mit je 600 Granaten
- 8 Canon de 90 mm modèle 1877 auf Feldgeschützlafette mit je 600 Granaten
- 2 Maschinengewehre St. Étienne M1907 mit je 43.200 Patronen

Die Grabenwehren waren bestückt:
- die Frontgraben-Doppelkaponniere mit:

2 Revolverkanonen mit je 1800 Granaten
2 Canon de 12 culasse mit je 150 Granaten
- die beiden Flankengraben-Einfachkaponieren mit je:

1 Revolverkanone mit 1800 Granaten
1 Canon de 12 culasse mit 150 Granaten
- die beiden Kehlgraben-Einfachkaponieren mit je:

1 Revolverkanone mit 1800 Granaten
1 Canon de 12 culasse mit 150 Granaten
- die Doppelgrabenkapponiere vor dem Reduit:

ohne Geschütze, nur für Gewehrfeuer eingerichtet

## Modernisierungen

### Geplante Modernisierungen
- 1877: Bau von zwei „Casemates Mougin“ zwischen den Saillants 1–2 und 4–5 für 155-mm-Minimalschartenkanonen
- 1895: Verstärkung der Kaserne durch eine Betoneindeckung, Bau von zwei Felsgalerien hinter dem Kehlgraben, Bau eines Kriegsausganges in den Kehlgraben, Bau von zwei Annexbatterien, Installation eines Metallgitterzauns auf der Contreescarpenmauer.

Veranschlagte Kosten 242.000 Fr.

### Durchgeführte Modernisierungen
- 1900: Bau von zwei Felsgalerien hinter dem Kehlgraben, Installation eines Metallgitterzauns auf der Konterescarpemauer.

### Durchgeführte Verstärkungen
- Zwischen Mai 1916 und 1918 wurden unter dem Fort umfangreiche Galerien angelegt, die Gänge wurden durch Hindernisse gesichert.
- Eingebaut wurde:

eine gepanzerte Beobachtungskuppel (Observatoire cuirassé)
zwei Doppel-Maschinengewehr Kampfstände (Casemate Pamart)
eine Zwischenraumstreiche Casemate de Bourges für den Raum nach St. Mihiel mit zwei Kanonen Canon de 75 mm modèle 1897
elektrische Beleuchtung in den Galerien

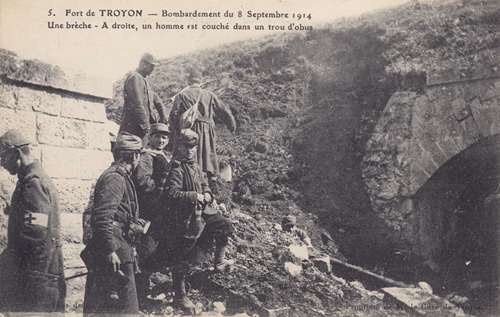
Fort de Troyon, Granateinschlag auf dem Wall.
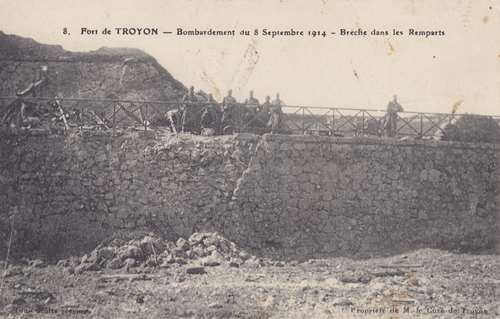
Fort de Troyon, Einschläge auf den Geschützstellungen.
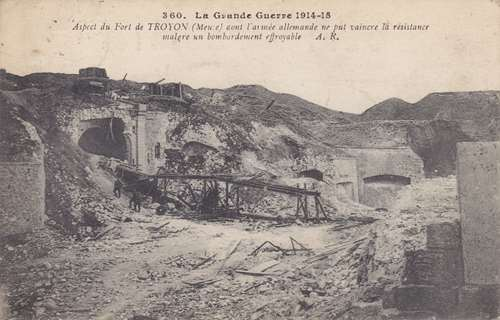
Fort de Troyon, Torgebäude mit Kehlgraben.
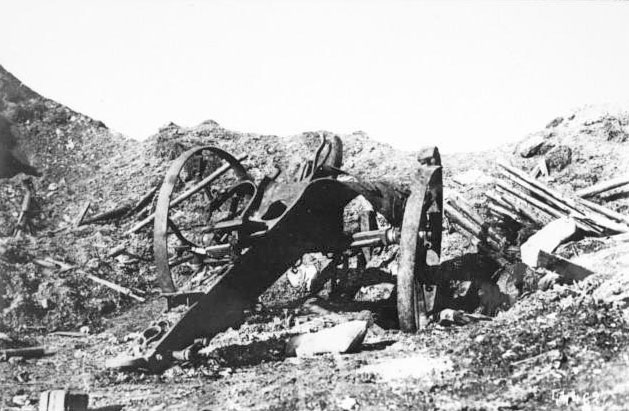
Zerstörte französische Kanone im Fort (1915).

## Kampfhandlungen
- 7. September 1914:

Teil der deutschen 10. Infanteriedivision erreichten die Umgebung des Forts. Es war zu diesem Zeitpunkt von der 15. Kompanie des „166e régiment d'infanterie“ und der 32. Batterie des 5e régiment d'artillerie à pied besetzt. Das Kommando hatte ein Chef de bataillon der Territorialtruppe (Landwehr), ihm war befohlen worden, mindestens 48 Stunden zu halten.
- 8. September:

Am Vormittag beantwortete das Fort das Feuer einer deutschen 15-cm-Batterie, jedoch ohne Erfolg. Die Deutschen belegten das Fort bis um 10:00 Uhr mit 180 Granaten und setzten dann einen 30,5-cm-M.11-Mörser ein, der 12 Granaten abfeuerte. Bis zum Ende des Tages waren ca. 400 Einschläge gezählt worden.
In der Nacht näherten sich deutsche Truppen dem Fort, die mit Artilleriefeuer aus den Canon de 90 abgewiesen wurden.
- 9. September:

Um 10:00 Uhr wurde das Fort von den Deutschen zur Kapitulation aufgefordert, was vom Kommandanten, dem Capitaine Heym abgelehnt wurde. Daraufhin wurde es weitere drei Stunden mit Granaten vom Kaliber 30,5 cm beschossen.
- 10. September:

Von den 12 Canon de 90 waren noch sechs einsatzbereit, die Canon de 120 waren unbeschädigt geblieben. Durch zwei Einschläge von 30,5-cm-Granaten wurde eine Hohltraverse zerstört, die als Lager für 90-mm-Granaten diente. Ein deutscher Angriff um 19:00 Uhr blieb im unterstützenden Abwehrfeuer der Fort des Paroches und Gérnicourt liegen.
- 11. September:

Der Beschuss dauerte an, dabei wurde das Torgebäude und die Friedenskaserne massiv beschädigt. Ein sich andeutender Infanterieangriff wurde durch das Geschützfeuer aus den Forts des Paroches und Gérnicourt unterbunden.
- 12. September:

Der Beschuss hielt über den ganzen Tag an.
- 13. September:

Die Deutschen stellten zunächst das Feuer ein. Es wurden 3000 Einschläge gezählt, davon 200 vom Kaliber 30,5 cm. Vier Mann waren gefallen und 41 verwundet. Das Torgebäude und die Friedenskaserne waren zerstört, der Graben teilweise eingeebnet.
- 13. bis 20. September:

Reparaturarbeiten
Das Fort konnte gehalten werden und blieb bis Kriegsende in französischer Hand.

## Heute
Das Fort befindet sich in Privatbesitz, ein Verein kümmert sich um das Bauwerk. Eine Besichtigung ist möglich.
Am 2. November 1994 wurde es in die Liste der Monuments historique aufgenommen.